# 서상록 (1937년)
서상록(徐相祿, 1937년 5월 29일~2014년 8월 4일)는 대한민국의 기업인이다.

## 학력
- 고려대학교 정치외교학과 졸업

## 경력
- 1966년 대유흥업 사장
- 1980년 ~ 1992년 미국 공화당 중앙상임위원
- 1980년 ~ 1992년 골드웰투자주식회사 사장
- 1992년 ~ 1997년 삼미그룹 부회장
- 1998년 ~ 2002년 6월 롯데호텔 쉔브룬 견습웨이터
- 1999년 3월 한국바텐더협회 상임고문
- 2000년 8월 청소년사랑 품앗이 봉사단 이사
- 2001년 서상록닷컴 설립
- 2001년 서상록닷컴 대표이사
- 2002년 9월 노년권익보호당 명예총재
- 2003년 1월 ~ 2004년 8월 서울외국어대학원대학교 부총장
- 2003년 7월 충주세계무술축제 홍보대사
- 2003년 7월 한국노년유권자연맹 석좌교수
- 2007년 6월 새하늘공원 회장
- 2008년 5월 새하늘공원 명예회장
- 강진청자축제 홍보대사
- 2010 여수세계박람회 명예홍보위원

## 상훈
- 한국기능장애인협회 감사장
- 2001년 문화관광부 장관상

## 저서
- 미쳐야 청춘이다

## 가족 관계
- 배우자: 하명자
  - 아들: 서장연, 서장혁, 서장용